# Таємна місія
«Таємна місія» (англ. Dark Mission: Flowers of Evil) — бойовик 1988 року.

## Сюжет
Агент ЦРУ Дерек Карпентер вирушає до Перу, щоб вистежити колишнього революціонера Луїса Мореля, який став наркобароном. Опинившись там, він стає втягнутим у війну між Морелем та сім'єю Барріос, а також закохується у дочку Мореля, що може перешкодити виконанню завдання.

## У ролях
| Актор              | Роль                   |
| ------------------ | ---------------------- |
| Крістофер Лі       | Луїс Морель Стюарт     |
| Крістофер Мітчем   | Дерек Тімоті Карпентер |
| Річард Гаррісон    | лейтенант Спаркс       |
| Крістіна Ігерас    | Лінда                  |
| Анрі Ламберт       | Антоніо                |
| Алісія Моро        | місіс Барріос          |
| Бріжит Лае         | Маурія                 |
| Деніел Кац         | містер Барріос         |
| Хосе Мігель Гарсія |                        |
| Френк Десмет       |                        |
| Тріно Трівес       |                        |
| Кармен Карріон     |                        |
| Антоніо Маянс      | доктор Меріл Рамос     |